# Улица Силциема
Улица Си́лциема (латыш. Silciema iela) — улица в Видземском предместье города Риги, в историческом районе Югла. Начинается от Бривибас гатве, пролегает в южном направлении и заканчивается примыканием к улице Мурьяню.

## История
Название «улица Силциема» было присвоено решением Рижской думы от 30 ноября 1934 года проектируемой улице, ведущей на юго-запад от перекрёстка Видземского шоссе (ныне Бривибас гатве) и улицы Страздумуйжас (ныне улица Юглас). Достоверно не известно, в честь какого географического объекта Силциемс названа улица. Переименований улицы не было.
На картах 1940-х годов улица не показана, немецкий вариант названия в годы оккупации не присваивался. Застройка улицы фактически началась только в 1950-е годы.

## Застройка

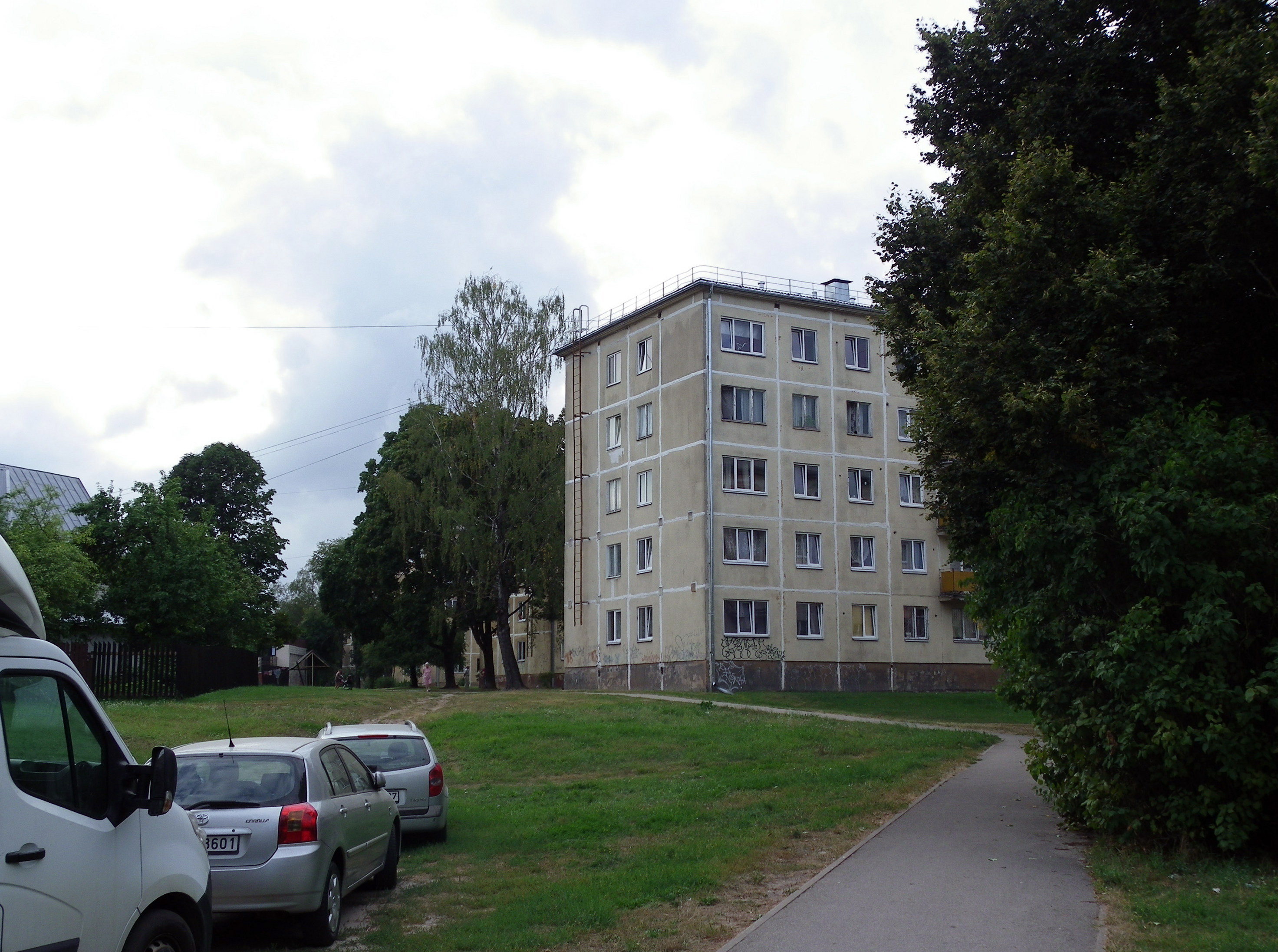
Типовая застройка (вид внутри квартала)

Улица Силциема отделяет район частной застройки (чётная сторона улицы) от микрорайона Югла-1, построенного в 1960—1962 годах (преимущественно 60-80-квартирные пятиэтажные дома серии 1-464, в 1965 году дополнен несколькими 9-этажными домами). На углу с Бривибас гатве в 1965 году построен типовой кинотеатр «Югла» (адрес Бривибас гатве 428А, архитекторы Ольгертс Крауклис и Дайна Даннеберга; в настоящее время — магазин «Maxima»).
- Дом № 3 (старейшее здание улицы, построено в 1940—1946 годах, первоначальный адрес — ул. Балтэзера, 2) — бывшая основная школа № 6[4]; в наши дни — детско-юношеский центр «Аусеклис»[5].
- Дом № 15 (построен в 1963 году) — бывший комбинат бытового обслуживания, реконструирован в жилое и коммерческое здание[6].

## Транспорт

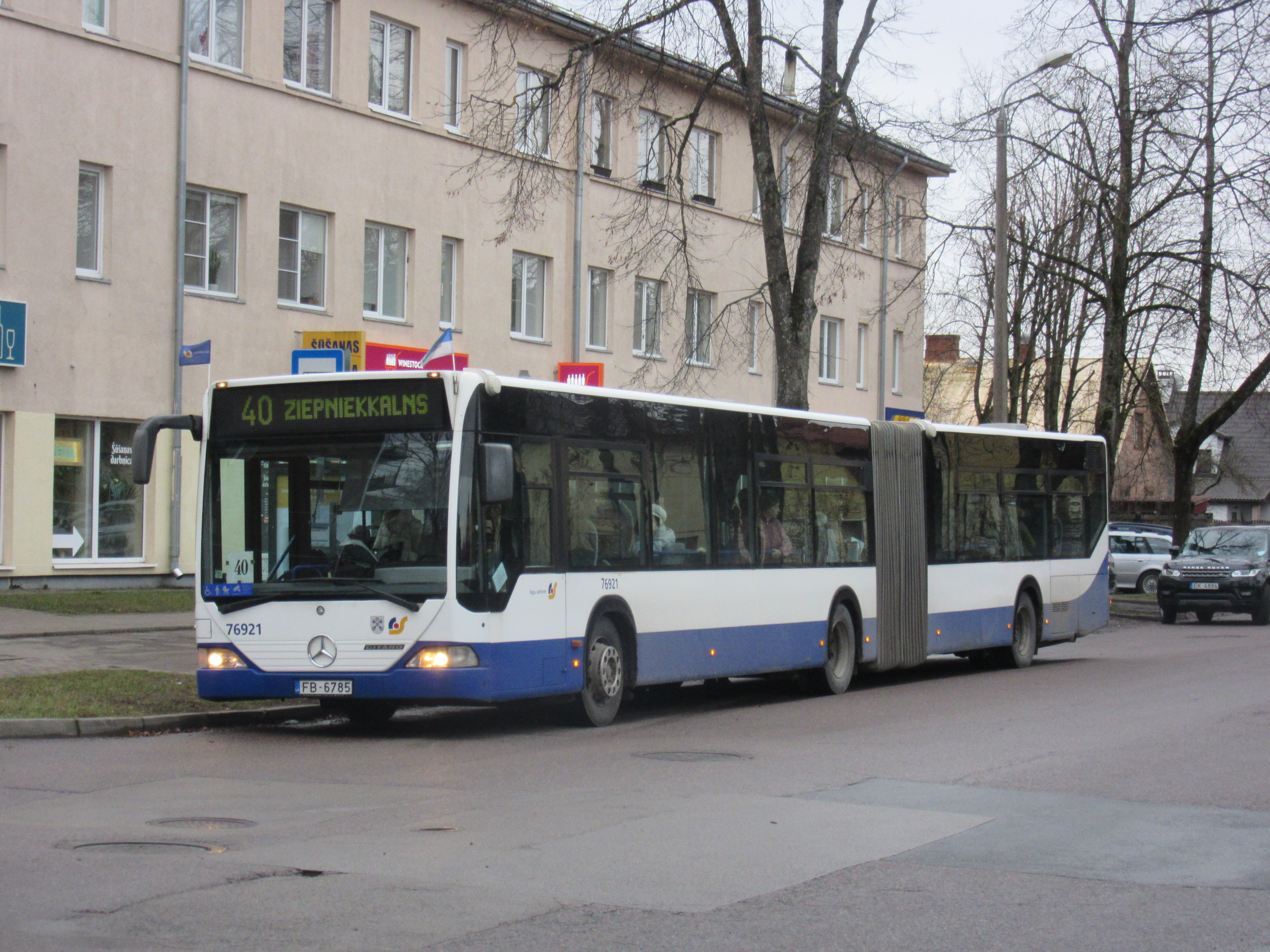
Автобус маршрута 40 у дома № 15

Общая длина улицы Силциема составляет 717 метров. На всём протяжении улица асфальтирована, разрешено движение в обоих направлениях. Средняя ширина проезжей части — 11,5 метров.
По улице Силциема, на всём её протяжении, проходят маршруты автобуса и троллейбуса; имеется остановка «Silciema iela». Контактная сеть отсутствует, троллейбусы следуют по улице на автономном ходу.

## Прилегающие улицы
Улица Силциема пересекается со следующими улицами:
- Бривибас гатве
- улица Вангажу
- улица Айнажу
- улица Слепотаю
- улица Кроса
- улица Биатлона
- улица Бобслея
- улица Мурьяню